# براد فاولر
براد فاولر (بالإنجليزية: Brad Fuller)‏ هو ملحن ومهندس الصوت أمريكي، ولد في 5 نوفمبر 1953 في إنديانابوليس في الولايات المتحدة، وتوفي في 3 يناير 2016 في سان خوسيه في الولايات المتحدة بسبب سرطان البنكرياس.

## وصلات خارجية
- براد فاولر على موقع IMDb (الإنجليزية)
- براد فاولر على موقع ميوزك برينز (الإنجليزية)
- براد فاولر على موقع ديسكوغز (الإنجليزية)